# Саудовско-филиппинские отношения
Филиппинско-саудовские отношения (арабский язык: العلاقات السعودية الفلبينية) относятся к двусторонним отношениям Филиппин и Саудовской Аравии. Официальные дипломатические отношения между двумя странами были установлены 24 октября 1969 года.

## Торговые отношения

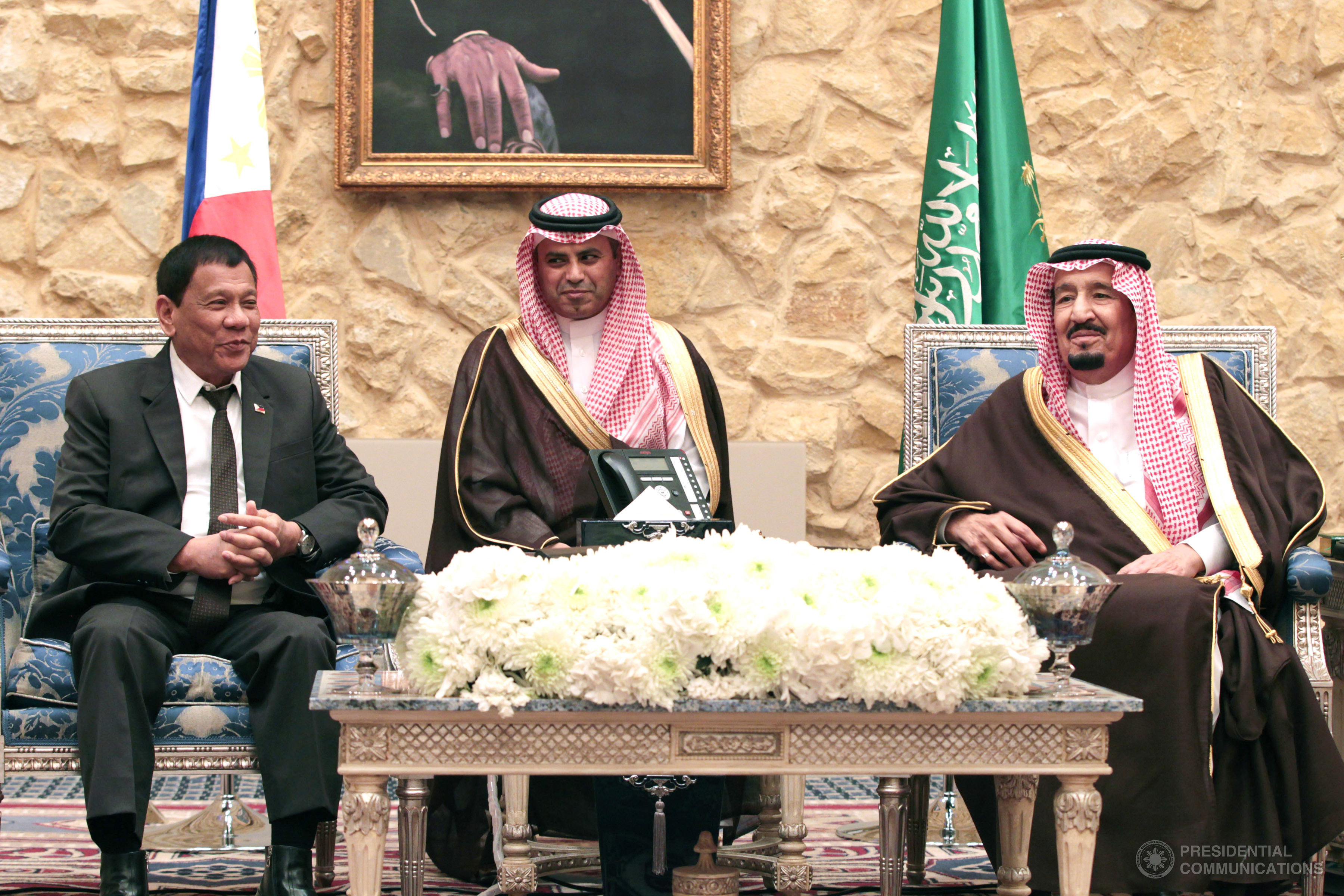
Президент Филиппин Родриго Роа Дутерте встретился с Салманом в 2017.

В 2012 году Саудовская Аравия была 10-м крупнейшим торговым партнером Филиппин, 31-м и 8-м крупнейшим рынком на рынке экспорта и импорта. Саудовская Аравия была также крупнейшим торговым партнером и поставщиком импорта Филиппин и вторым по величине экспортным рынком в Средней Азии. По данным правительства Саудовской Аравии, товарооборот между Саудовской Аравией и Филиппинами в 2011 году составил 3,6 млрд. долларов, что больше, чем в предыдущем году, и составил 2,7 млрд. долларов.

## Трудовые отношения
По данным Министерства внутренних дел Саудовской Аравии, по состоянию на июнь 2013 года в Саудовской Аравии работало около 674 000 филиппинцев. Между Саудовской Аравией и Филиппинами было подписано историческое соглашение о филиппинских работниках, занимающихся домашним хозяйством. 
В 2012 году около 150 000 филиппинских медсестер работают в Саудовской Аравии, что составляет 25 процентов от общего числа иностранных филиппинских рабочих в Королевстве.